# Nulibie
Le nulibie (ou Central yambassa, libie, nulibie, nulibié) est une langue bantoïde méridionale du groupe yambassa central, parlée au Cameroun dans la Région du Centre, dans le département du Mbam-et-Inoubou, au sud-est de la ville de Bokito, dans le bassin versant du Mbam et de la Sanaga, particulièrement dans le village de Yambassa et le canton Elip qui comprend aussi Balamba I et II, Bassolo, Boalondo, Bongando, Botatango, Botombo, Kilikoto et Kananga.
Le nombre de locuteurs était estimé à 6 400 en 1982. Il serait de 10 000 aujourd'hui.